# Baba Mensah
Baba Mensah (Accra, 20 agosto 1994) è un calciatore ghanese, difensore del Peimari United.

## Carriera

### Club
Ha giocato nella prima divisione ghanese, in quella svedese ed in quella finlandese.

### Nazionale
Nel 2013 ha giocato 2 partite con la nazionale ghanese Under-20, conquistando un terzo posto ai Mondiali Under-20; nel 2015 ha invece giocato 2 partite in nazionale maggiore.

## Statistiche

### Cronologia presenze e reti in nazionale
| Cronologia completa delle presenze e delle reti in nazionale ― Ghana | Cronologia completa delle presenze e delle reti in nazionale ― Ghana | Cronologia completa delle presenze e delle reti in nazionale ― Ghana | Cronologia completa delle presenze e delle reti in nazionale ― Ghana | Cronologia completa delle presenze e delle reti in nazionale ― Ghana | Cronologia completa delle presenze e delle reti in nazionale ― Ghana | Cronologia completa delle presenze e delle reti in nazionale ― Ghana | Cronologia completa delle presenze e delle reti in nazionale ― Ghana |
| Data                                                                 | Città                                                                | In casa                                                              | Risultato                                                            | Ospiti                                                               | Competizione                                                         | Reti                                                                 | Note                                                                 |
| -------------------------------------------------------------------- | -------------------------------------------------------------------- | -------------------------------------------------------------------- | -------------------------------------------------------------------- | -------------------------------------------------------------------- | -------------------------------------------------------------------- | -------------------------------------------------------------------- | -------------------------------------------------------------------- |
| 1-9-2015                                                             | Brazzaville                                                          | Rep. del Congo                                                       | 2 – 3                                                                | Ghana                                                                | Amichevole                                                           | -                                                                    | 68’ 88’                                                              |
| 30-10-2015                                                           | Abidjan                                                              | Costa d'Avorio                                                       | 1 – 0                                                                | Ghana                                                                | Qual. Campionato delle Nazioni Africane 2016                         | -                                                                    | 49’                                                                  |
| Totale                                                               |                                                                      | Presenze                                                             | 2                                                                    |                                                                      | Reti                                                                 | 0                                                                    |                                                                      |

## Palmarès

### Club

#### Competizioni nazionali
- Coppa di Finlandia: 1

Ilves: 2019